# Анна Єлизавета Саксен-Лауенбурзька
Анна Єлизавета Саксен-Лауенбурзька (нім. Anna Elisabeth von Sachsen-Lauenburg; нар. 23 серпня 1624 — пом. 27 травня 1688) — донька герцога Августа Саксен-Люнебурзького та Єлизавети Софії Гольштейн-Готторптської, дружина ландграфа Гессен-Гомбурзького Вільгельма Крістофа.

## Походження
Анна Єлизавета була другою донькою герцога Саксен-Люнебурзького Августа та його першої дружини Єлизавети Софії Гольштейн-Готторптської. По материнській лінії вона приходилася онукою герцога Гольштейн-Готторптського Йоганна Адольфа та данської принцеси Августи. З батьківського боку була онукою герцога Саксен-Лауенбурзького Франца II та Маргарити Померанської.

## Біографія
Анна Єлизавета Саксен-Лауенбурзька народилася 23 серпня 1624 року у Ратцебурзі. В неї вже була старша сестра Софія Маргарита та брат Франц Август. Згодом у Анни Єлизавети з'явилося ще двоє братів та двоє сестер.
2 квітня 1665 у Любеку її пошлюбив ландграф Гессен-Гомбурзький Вільгельма Крістоф. Для нього це був другий шлюб. Від першого із Софією Елеонорою Гессен-Дармштадтською залишилися лише дві доньки, тож ландграф очікував на появу спадкоємця в цьому шлюбі. До вінчання Вільгельм бачив Анну Єлизавету лише на портреті, коли ж він побачив її у житті, вона видалася йому потворною. Та він все ж таки одружився із нею, оскільки дав слово. До того ж виявилося, що дружина не може мати дітей. Тож ланграф почав клопотати про розірвання шлюбу. За іншою версією, він очікував на значний посаг, який в реальності виявився набагато меншим. І саме після цього Вільгельм Крістоф звинуватив її в «некомпетентності» і розлучився із нею.
Шлюб було розірвано у 1672 році. З цього часу Анні Єлизаветі виділили як домівку замок Філіппек. Неподалік вона заснувала школу Maibach Schulen.
Померла Анна Єлизавета 27 травня 1688 у віці 63 років. Вільгельм Крістоф закінчив свої дні за сім літ до цього. Титул успадкував його молодший брат Георг Крістіан.